# Jaap van Muijen
Jacob Johan (Jaap) van Muijen (1960) is een Nederlands psycholoog en hoogleraar psychologie aan de Nyenrode Business Universiteit.

## Levensloop
Van Muijen studeerde arbeids- en organisatiepsychologie aan de Vrije Universiteit Amsterdam van 1980 tot 1987. In 1994 promoveerde hij hier ook op het in 1996 proefschrift "Organisatiecultuur en organisatieklimaat: de ontwikkeling van een meetinstrument op basis van het 'competing values' model."
Van Muijen was vier jaar aio aan de Vrije Universiteit Amsterdam, en daarna nog eens drie jaar postdoc. Na nog een half jaar aan de Universiteit van Maryland besluit hij de universitaire wereld te verlaten, omdat hij verschil tussen theorie en praktijk te groot vond. In 1996 begon hij als adviseur in humanresourcemanagement (HRM) bij het Beteor, een uit Philips voortkomend adviesbureau. Van 1997 tot 2005 werkt hij bij adviesbureau LTP (oorspronkelijk Laboratorium voor Toegepaste Psychologie), sinds 2005 als partner bij adviesbureau Jonathan Warner, en sinds kort ook voor zijn eigen adviesbureau.
Sinds 2001 is Van Muijen hoogleraar psychologie, in het bijzonder van persoonlijke en leiderschapsontwikkeling aan de Nyenrode Business Universiteit. Hij assisteerde verder bij de opzet van HRM programma's aan de universiteiten van Hangzhou en Syktyvkar. Sinds 2010 is hij tevens rector bij het Sioo.

## Werk
De onderzoeksinteresse van Van Muijen liggen op het gebied van leiderschap, organisatiecultuur, gedragsanalyse, competentiemanagement en veranderingsmanagement.

### Leiderschap
Volgens Van Muijen worden managers in een organisatie geconfronteerd met een paradox rond het leiderschap:
- Persoonlijkheidskenmerken van de manager kunnen worden versterkt door de organisatiecultuur. Hierbij kan "een doelgerichte organisatie door de ambitieuze persoonlijkheid van haar leider zo doelgericht worden, dat volgers in de organisatie opbranden, met als gevolg dat paradoxaal genoeg de organisatie haar doelen niet realiseert".[4]
- Door het ontberen van structuur om verandering door te voeren, kan het veranderen doel op zich worden.

Het is aan de manager om evenwicht te vinden tussen doelgericht opereren en creëren van structuur voor innovatie. Van Muijen heeft in dit kader programma’s voor leiderschapsontwikkeling ontwikkeld waarin met name aandacht is voor het " inzicht in de eigen persoonlijkheid, bewustwording van de organisatiecultuur en besef van de verwachtingen van de volgers".

## Publicaties
- 1996. Organisatiecultuur en organisatieklimaat: de ontwikkeling van een meetinstrument op basis van het 'competing values' model. Proefschrift Vrije Universiteit Amsterdam.
- 1996. Focus op organisatiecultuur: het concurrerende-waardenmodel en het meten en veranderen van organisatiecultuur. Academic Service, economie en bedrijfskunde.
- 1997. Inspirerend leiderschap in organisaties. Academic Service, economie en bedrijfskunde.
- 1997. De lotus in beweging: human resource management in China. Met Robert Verburg. SWP.
- 2003. Leiderschapsontwikkeling: het hanteren van paradoxen. Universiteit Nyenrode.